# لویی پریز
لویی پریز (انگلیسی: Louis Perez؛ زادهٔ ۱۱ ژوئن ۱۹۹۷) بازیکن فوتبال است.